# شیانگیانگ
شیانگیانگ (به لاتین: Xiangyang) یک شهر مرکزی در جمهوری خلق چین است که در هوبئی واقع شده‌است. شیانگیانگ ۱۹٬۷۲۴٫۴۱ کیلومتر مربع مساحت و ۵٬۵۰۰٬۳۰۷ نفر جمعیت دارد و ۷۱ متر بالاتر از سطح دریا واقع شده‌است.

## خواهرخوانده
شهر رالی، کارولینای شمالی خواهرخواندهٔ شیانگیانگ هست.